# 正規順序積
場の量子論において、正規順序積（せいきじゅんじょせき、英: normal ordered product）とは場の演算子の積において、消滅演算子が生成演算子の右側にくるように並べ替えた積のこと。正規積（せいきせき、英: normal product）とも呼ばれる。正規順序積であることを表すのには、先頭にNを付けるもしくは両脇を：で囲む記法が用いられる。正規順序積は真空期待値が常にゼロとなる性質を持つ。古典場のハミルトニアン等の物理量を単純に量子化した場合した場合、その真空期待値が発散することがあるが、正規順序積を考えることで物理的に意味をもつ量を取り出すことができる。また、時間成分の順序で並び変えた時間順序積と正規順序積は演算子レベルのウィックの定理で結び付けられる。

## 定義
aα†をボーズ粒子またはフェルミ粒子の生成演算子、aαを対応する消滅演算子とする。このとき、aα†とaαからの積からなる単項式について、生成演算子の右側に消滅演算子がくるように並べ替えた積を正規順序積と呼ぶ。但し、並べ替えにおいては、生成演算子同士、消滅演算子同士については順序を変えないものとする。また、フェルミ粒子の演算子同士の順序の入れ替えについては、その回数に応じて、符号を変えるものとし、それ以外の入れ替えについては、符号を変えないものとする。
例えば、aα†、aαをボーズ粒子の生成消滅演算子とすると
{\displaystyle N[a_{\alpha }a_{\beta }^{\dagger }]=a_{\beta }^{\dagger }a_{\alpha }}
{\displaystyle N[a_{\alpha }^{\dagger }a_{\beta }a_{\gamma }^{\dagger }]=a_{\alpha }^{\dagger }a_{\gamma }^{\dagger }a_{\beta }}
となる。
一方、フェルミ粒子の生成消滅演算子とすると
{\displaystyle N[a_{\alpha }a_{\beta }^{\dagger }]=-a_{\beta }^{\dagger }a_{\alpha }}
{\displaystyle N[a_{\alpha }^{\dagger }a_{\beta }a_{\gamma }^{\dagger }]=-a_{\alpha }^{\dagger }a_{\gamma }^{\dagger }a_{\beta }}
である。
この単項式について定義された正規順序積は、線形性と分配法則を保つ形で生成消滅演算子の線形和や積に拡張される。

## 例
スピン0の中性ボーズ粒子は実スカラー場φ(x)で記述される。
このとき、φ(x)は3次元運動量空間での積分
{\displaystyle \phi (x)=\int {\frac {d^{3}\mathbf {k} }{(2\pi )^{3}2k_{0}}}k_{0}(a(k)e^{ikx}+a^{\dagger }(k)e^{-ikx})}
で表現できる。但し、
{\displaystyle k_{0}={\sqrt {\mathbf {k} ^{2}+m^{2}}},\,kx=k_{0}t-\mathbf {k} \cdot \mathbf {x} }
である。このとき、
{\displaystyle \phi (x)=\phi ^{(+)}(x)+\phi ^{(-)}(x)}
{\displaystyle \phi ^{(+)}(x)=\int {\frac {d^{3}\mathbf {k} }{(2\pi )^{3}2k_{0}}}k_{0}a(k)e^{ikx},\,\phi ^{(-)}(x)=\int {\frac {d^{3}\mathbf {k} }{(2\pi )^{3}2k_{0}}}k_{0}a^{\dagger }(k)e^{-ikx}}
と消滅演算子だけを含むφ(+)(x)と生成演算子だけを含むφ(-)(x)に分けると、
{\displaystyle N[\phi ^{(+)}(x)\phi ^{(-)}(y)]=N[\phi ^{(-)}(y)\phi ^{(+)}(x)]=\phi ^{(-)}(x)\phi ^{(+)}(y)}
{\displaystyle N[\phi (x)\phi (y)]=N[(\phi ^{(+)}(x)+\phi ^{(-)}(x))(\phi ^{(+)}(y)+\phi ^{(-)}(y))]=\phi ^{(+)}(x)\phi ^{(+)}(y)+\phi ^{(-)}(x)\phi ^{(+)}(y)+\phi ^{(-)}(y)\phi ^{(+)}(x)+\phi ^{(-)}(x)\phi ^{(-)}(y)}
が成り立つ。

## 真空期待値
消滅演算子が真空状態|0〉に作用するとゼロになるともに、生成演算子が〈0|に作用するとゼロになる。したがって、生成消滅演算子から構成される演算子Oの正規順序積は、恒等演算子やその定数倍である場合を除いて、その真空期待値〈0|N[O]|0〉は必ずゼロとなる。

## 正規順序積による発散量の除去
場の古典論における物理量を単純に正準量子化した場合、その真空期待値は無限大に発散する量を含むことがある。この場合、正規順序積を考えることで、意味のある量を取り出すことができる。例えば、上述の実スカラー場において、古典量を単純に正準量子化したハミルトニアンと運動量は
{\displaystyle H={\frac {1}{2}}\int {\frac {d^{3}\mathbf {k} }{(2\pi )^{3}2k_{0}}}k_{0}(a^{\dagger }(k)a(k)+a(k)a(k)^{\dagger })}
{\displaystyle \mathbf {P} ={\frac {1}{2}}\int {\frac {d^{3}\mathbf {k} }{(2\pi )^{3}2k_{0}}}\mathbf {k} (a^{\dagger }(k)a(k)+a(k)a(k)^{\dagger })}
となるが、積分の第二項の真空期待値は発散する。ここで、{\displaystyle H}と{\displaystyle \mathbf {P} }を予め正規順序をとった{\displaystyle N[H]}と{\displaystyle N[\mathbf {P} ]}とすれば、
{\displaystyle H={\frac {1}{2}}\int {\frac {d^{3}\mathbf {k} }{(2\pi )^{3}2k_{0}}}k_{0}(N[a^{\dagger }(k)a(k)+a(k)a(k)^{\dagger }])=\int {\frac {d^{3}\mathbf {k} }{(2\pi )^{3}2k_{0}}}k_{0}a^{\dagger }(k)a(k)}
{\displaystyle \mathbf {P} ={\frac {1}{2}}\int {\frac {d^{3}\mathbf {k} }{(2\pi )^{3}2k_{0}}}\mathbf {k} (N[a^{\dagger }(k)a(k)+a(k)a(k)^{\dagger }])=\int {\frac {d^{3}\mathbf {k} }{(2\pi )^{3}2k_{0}}}\mathbf {k} a^{\dagger }(k)a(k)}
となり、真空期待値の発散量を取り除くことができる。